# Yozakura Quartet
Yozakura Quartet (夜桜四重奏 ～ヨザクラカルテット～, Yozakura Karutetto) est un manga de Suzuhito Yasuda. Il est prépublié depuis 2006 dans le magazine Monthly Shōnen Sirius de l'éditeur Kōdansha et a été compilé en vingt-et-un volumes en décembre 2017. La version française est publiée par Pika Édition et quatorze volumes sont parus en avril 2017.
Une adaptation en série télévisée d'animation de douze épisodes produite par le studio Nomad a été diffusée entre octobre et décembre 2008. Une seconde saison intitulée Yozakura Quartet ~Hana no Uta~ de treize épisodes produite par le studio Tatsunoko Production a été diffusée entre octobre et décembre 2013. Plusieurs OAV ont également été commercialisés avant des tomes du manga.

## Synopsis
Dans le but de venir en aide aux yōkai souvent persécutés par les humains, certaines personnes ont décidé de planter des cerisiers : seul lien connectant le monde des hommes à celui des yōkai. Ces derniers peuvent ainsi librement rejoindre leur dimension s’ils ne supportent plus de vivre parmi les humains. Au fil du temps, une ville où les deux espèces peuvent cohabiter fut créée. Afin que la paix puisse y perdurer, une famille est chargée de renvoyer les yōkai ayant de mauvaises intentions dans leur monde. Akina est l’héritier du pouvoir des Hiizumi et doit remplir cette tâche avec l’aide de ses amis. Ensemble, ils arrivent à assurer la protection des habitants du village jusqu’au jour où un yōkai lié à leur passé revient sur les devants de la scène…

## Personnages
Hime Yarizakura (槍桜 ヒメ, Yarizakura Hime)
Akina Hiizumi (比泉 秋名, Hiizumi Akina)
Ao Nanami (七海 アオ, Nanami Ao)
Kotoha Isone (五十音 ことは, Isone Kotoha)
Enjin Hiizumi (比泉 円神, Hiizumi Enjin)

## Manga
La publication de Yozakura Quartet a débuté le 26 janvier 2006 dans le magazine Monthly Shōnen Sirius. La série est écrite et dessinée par Suzuhito Yasuda. Le premier volume relié est publié par Kōdansha le 22 septembre 2006. La version française est publiée par Pika Édition depuis novembre 2011. La série était également éditée par Del Rey Manga.

### Liste des volumes
| no | Japonais          | Japonais          | Français         | Français          |
| no | Date de sortie    | ISBN              | Date de sortie   | ISBN              |
| --- | ----------------- | ----------------- | ---------------- | ----------------- |
| 1 | 22 septembre 2006 | 978-4-06-373042-5 | 2 novembre 2011  | 978-2-8116-0568-1 |
| Couverture : Hime YarizakuraListe des chapitres : - 1re nuit : Cerisiers en fleur - 2e nuit : Je t'attends - 1re partie - 3e nuit : Je t'attends - 2e partie - 4e nuit : Ma décision - 5e nuit : La chanson continue |                   |                   |                  |                   |
| 2 | 23 mars 2007      | 978-4-06-373063-0 | 1er février 2012 | 978-2-8116-0630-5 |
| Couverture : Ao NanamiListe des chapitres : - 6e nuit : Avancée - 1re partie - 7e nuit : Avancée - 2e partie - 8e nuit : Avancée - 3e partie - 9e nuit : Ton nom - 10e nuit : Pendant ce temps - 11e nuit : Chemin de croix - 1 |                   |                   |                  |                   |
| 3 | 21 septembre 2007 | 978-4-06-373087-6 | 16 mai 2012      | 978-2-8116-0690-9 |
| Couverture : Kotoha IsoneListe des chapitres : - 12e nuit : Chemin de croix - 2 - 13e nuit : Chemin de croix - 3 - 14e nuit : Chemin de croix - 4 - 15e nuit : Chemin de croix - 5 - 16e nuit : Chemin de croix - 6 - 17e nuit : Chemin de croix - 7 |                   |                   |                  |                   |
| 4 | 23 avril 2008     | 978-4-06-373111-8 | 15 août 2012     | 978-2-8116-0941-2 |
| Couverture : Akina HiizumiListe des chapitres : - 18e nuit : Chemin de croix - 8 - 19e nuit : Chemin de croix - 9 - 20e nuit : Chemin de croix - 21e nuit : Cornouiller - 1 - 22e nuit : Cornouiller - 2 |                   |                   |                  |                   |
| 5 | 22 août 2008      | 978-4-06-373126-2 | 14 novembre 2012 | 978-2-8116-0969-6 |
| Couverture : Tôka KishiListe des chapitres : - 23e nuit : Attachement - 24e nuit : La ville de Dieu - 25e nuit : Suite d'événements - 26e nuit : Une mer d'étoiles - 1 - 27e nuit : Une mer d'étoiles - 2 |                   |                   |                  |                   |
| 6 | 22 décembre 2008  | 978-4-06-373146-0 | 13 février 2013  | 978-2-8116-1103-3 |
| Couverture : Rin AzumaListe des chapitres : - 28e nuit : Une mer d'étoiles - 3 - 29e nuit : Une mer d'étoiles - 4 - 30e nuit : Une mer d'étoiles - 5 - 31e nuit : Une mer d'étoiles - 6 - 32e nuit : Une mer d'étoiles - 7 - 33e nuit : Une mer d'étoiles - 8 |                   |                   |                  |                   |
| 7 | 23 septembre 2009 | 978-4-06-373184-2 | 15 mai 2013      | 978-2-8116-1057-9 |
| Couverture : Kyôsuke KishiListe des chapitres : - 34e nuit : Une mer d'étoiles - 35e nuit : Voyage pour une visite - 1 - 36e nuit : Voyage pour une visite - 2 - 37e nuit : Voyage pour une visite - 3 - 38e nuit : Voyage pour une visite - 4 - 39e nuit : Voyage pour une visite |                   |                   |                  |                   |
| 8 | 23 avril 2010     | 978-4-06-376218-1 | 21 août 2013     | 978-2-8116-1215-3 |
| Couverture : V Julie FListe des chapitres : - 40e nuit : Six un - 1 - 41e nuit : Six un - 2 - 42e nuit : Six un - 3 - 43e nuit : Six un. - 44e nuit : Le chant des fleurs - 1 |                   |                   |                  |                   |
| 9 | 8 octobre 2010    | 978-4-06-376239-6 | 19 février 2014  | 978-2-8116-1405-8 |
| Couverture : Yae ShinatsuhikoListe des chapitres : - 45e nuit : Le chant des fleurs - 2 - 46e nuit : Le chant des fleurs - 3 - 47e nuit : Le chant des fleurs - 4 - 48e nuit : Le chant des fleurs - 5 - 49e nuit : Le chant des fleurs - 6 - 50e nuit : Le chant des fleurs |                   |                   |                  |                   |
| 10 | 8 avril 2011      | 978-4-06-376264-8 | 11 juin 2014     | 978-2-8116-1508-6 |
| Couverture : Yûhi Shinatsuhiko, Marie-BelleListe des chapitres : - 51e nuit : Respectivement - 1 - 52e nuit : Respectivement - 2 - 53e nuit : Respectivement - 54e nuit : L'été arrive - 1 - 55e nuit : L'été arrive - 2 - 56e nuit : L'été arrive |                   |                   |                  |                   |
| 11 | 9 novembre 2011   | 978-4-06-376305-8 | 21 janvier 2015  | 978-2-8116-1738-7 |
| Couverture : Shidô Mizuki, Mina Tatebayashi, Kana TatebayashiListe des chapitres : - 57e nuit : L'auberge du col - 58e nuit : Hurler à la lune - 1 - 59e nuit : Hurler à la lune - 2 - 60e nuit : Hurler à la lune - 3 - 61e nuit : Hurler à la lune - 4 - 62e nuit : Hurler à la lune - 5 |                   |                   |                  |                   |
| 12 | 9 août 2012       | 978-4-06-376339-3 | 15 juillet 2015  | 978-2-8116-1921-3 |
| Couverture : Zakuro KurumakiListe des chapitres : - 63e nuit : Une histoire - 1 - 64e nuit : Une histoire - 2 - 65e nuit : Une histoire - 3 - 66e nuit : Une histoire - 4 - 67e nuit : Une histoire - 5 - 68e nuit : Une histoire |                   |                   |                  |                   |
| 13 | 9 avril 2013      | 978-4-06-376392-8 | 6 janvier 2016   | 978-2-8116-1922-0 |
| Couverture : V Lila F Dans la version japonaise, le tome 13 est sorti en édition limitée électronique.Liste des chapitres : - 69e nuit : Une histoire de démon - 1 - 70e nuit : Une histoire de démon - 2 - 71e nuit : Une histoire de démon - 3 - 72e nuit : Une histoire de démon - 4 - 73e nuit : Une histoire de démon |                   |                   |                  |                   |
| 14 | 9 octobre 2013    | 978-4-06-376416-1 | 19 avril 2017    | 978-2-8116-3366-0 |
| Couverture : Matsudaira Nadesiko Dans la version japonaise, le tome 14 (ISBN 978-4-06-358447-9) est sorti en édition limitée contenant le premier épisode de Yozakura Quartet ~Tsuki ni Naku~.Liste des chapitres : - 74e nuit : L'été approche - 75e nuit : Le moment approche - 1 - 76e nuit : Le moment approche - 2 - 77e nuit : Le moment approche - 3 - 78e nuit : Le moment approche - 79e nuit : Le ciel bleu (1ère partie) - Extra                                           |                   |                   |                  |                   |
| 15 | 7 février 2014    | 978-4-06-376443-7 | 23 mai 2018      | 978-2-8116-4053-8 |
| Extra : Dans la version japonaise, le tome 15 (ISBN 978-4-06-358473-8) est sorti en édition limitée contenant le deuxième épisode de Yozakura Quartet ~Tsuki ni Naku~.Liste des chapitres : - 80e nuit : Le ciel bleu (2ème partie) - 81e nuit : Routes secondaires [réf. à confirmer] - 82e nuit : Le pouvoir des mots - 82.5e nuit : Le pouvoir des mots - 2 - 83e nuit : Le pouvoir des mots - 3 - 84e nuit : Le pouvoir des mots - 4 - 85e nuit : Le pouvoir des mots - 5 - Extra |                   |                   |                  |                   |
| 16 | 7 novembre 2014   | 978-4-06-376506-9 | 22 mai 2019      | 978-2-8116-4720-9 |
| Extra : Dans la version japonaise, le tome 16 (ISBN 978-4-06-358474-5) est sorti en édition limitée contenant le troisième épisode de Yozakura Quartet ~Tsuki ni Naku~.Liste des chapitres : - 86e nuit : Le pouvoir des mots - 6 - 87e nuit : Le pouvoir des mots - 7 - 88e nuit : Le pouvoir des mots - 8 - 89e nuit : Le pouvoir des mots - 9 - 90e nuit : Le pouvoir des mots - 10 - 91e nuit : Le pouvoir des mots. - Extra                                                      |                   |                   |                  |                   |
| 17 | 7 août 2015       | 978-4-06-376562-5 | 21 octobre 2020  | 978-2-8116-5479-5 |
| Extra : Dans la version japonaise, le tome 17 (ISBN 978-4-06-358770-8) est sorti en édition limitée .Liste des chapitres : - 93e nuit : Aujourd'hui par le passé - 1 - 94e nuit : Aujourd'hui par le passé - 2 - 95e nuit : Aujourd'hui par le passé - 3 - 96e nuit : Les filles - 97e nuit : Les garçons - 98e nuit : Une promesse - 99e nuit : Une provinciale - Extra |                   |                   |                  |                   |
| 18 | 9 mars 2016       | 978-4-06-390608-0 | 26 mai 2021      | 978-2-8116-6125-0 |
| Extra : Dans la version japonaise, le tome 18 (ISBN 978-4-06-358800-2) est sorti en édition limitée . Une édition limitée électronique est également paru au Japon.Liste des chapitres : - 100e nuit : Tempête de sable - 101e nuit : Tempête de neige - 102e nuit : Le séjour des Dieux (1) - 103e nuit : Le séjour des Dieux (2) - 104e nuit : Le séjour des Dieux (3) - 105e nuit : Le séjour des Dieux - Extra                                                                    |                   |                   |                  |                   |
| 19 | 9 septembre 2016  | 978-4-06-390647-9 | 3 novembre 2021  | 978-2-8116-6639-2 |
| Extra : Dans la version japonaise, le tome 19 (ISBN 978-4-06-358835-4) est sorti en édition limitée .Liste des chapitres : - 106e nuit : L'oiseau debout (1) - 107e nuit : L'oiseau debout (2) - 108e nuit : L'oiseau debout (3) - 109e nuit : L'oiseau debout (4) - 110e nuit : L'oiseau debout (5) - 111e nuit : L'oiseau debout. - Extra |                   |                   |                  |                   |
| 20 | 7 avril 2017      | 978-4-06-390699-8 |                  |                   |
| Extra : Dans la version japonaise, le tome 20 (ISBN 978-4-06-358848-4) est sorti en édition limitée . |                   |                   |                  |                   |
| 21 | 8 décembre 2017   | 978-4-06-510491-0 |                  |                   |
| Extra : Dans la version japonaise, le tome 21 (ISBN 978-4-06-510491-0) est sorti en édition limitée . |                   |                   |                  |                   |
| 22 | 9 août 2018       | 978-4-06-512396-6 |                  |                   |
| Extra : Dans la version japonaise, le tome 22 (ISBN 978-4-06-512396-6) est sorti en édition limitée . |                   |                   |                  |                   |
| 23 | 9 novembre 2018   | 978-4-06-513322-4 |                  |                   |
| Extra : Dans la version japonaise, le tome 23 (ISBN 978-4-06-513919-6) est sorti en édition limitée . |                   |                   |                  |                   |
| 24 | 9 juillet 2019    | 978-4-06-516263-7 |                  |                   |
| Extra : Dans la version japonaise, le tome 24 (ISBN 978-4-06-516550-8) est sorti en édition limitée . Une édition limitée électronique est également paru au Japon. |                   |                   |                  |                   |
| 25 | 9 décembre 2019   | 978-4-06-517791-4 |                  |                   |
| Extra : Dans la version japonaise, le tome 25 (ISBN 978-4-06-518130-0) est sorti en édition limitée . |                   |                   |                  |                   |
| 26 | 9 juillet 2020    | 978-4-06-519709-7 |                  |                   |
| Extra : Dans la version japonaise, le tome 26 (ISBN 978-4-06-520756-7) est sorti en édition limitée . Une édition limitée électronique est également paru au Japon. |                   |                   |                  |                   |
| 27 | 9 décembre 2020   | 978-4-06-521522-7 |                  |                   |
| Extra : Dans la version japonaise, le tome 27 (ISBN 978-4-06-522035-1) est sorti en édition limitée . |                   |                   |                  |                   |
| 28 | 9 septembre 2021  | 978-4-06-523686-4 |                  |                   |

## Anime
L'adaptation en série télévisée d'animation a été annoncée en mars 2008. Produite par le studio Nomad, les douze épisodes ont été diffusés du 2 octobre au 12 décembre 2008.
Une série d'OAV intitulée Yozakura Quartet ~Hoshi no Umi~ est commercialisée avec les éditions limitées des tomes 9 à 11. Elle est produite par les studios Tatsunoko Production et KMNJ avec une réalisation de Ryochimo Sawa. Le premier épisode est sorti le 8 octobre 2010, le deuxième le 8 avril 2011 et le troisième le 9 novembre 2011,.
Une seconde série télévisée intitulée Yozakura Quartet ~Hana no Uta~ a été annoncée en avril 2013. Cette série est réalisée par la même équipe que la série d'OAV. Composés de treize épisodes, elle a été diffusée du 6 octobre 2013 au 1er janvier 2014. Les épisodes sont ensuite commercialisés en six DVD/Blu-ray comportant des bonus comme l'adaptation de Yoza-Quar!, manga dérivé publié à la fin des tomes du manga.
Une seconde série d'OAV intitulée Yozakura Quartet ~Tsuki ni Naku~ est commercialisée avec les éditions limitées des tomes 14 à 16. Le premier épisode est sorti le 9 octobre 2013, le deuxième le 7 février 2014 et le troisième le 7 novembre 2014,.

### Liste des épisodes

#### Yozakura Quartet
| No    | Titre de l’épisode en français | Titre original de l’épisode | Date de 1re diffusion |
| ----- | ------------------------------ | --------------------------- | --------------------- |
| 1     | Cherry Blossoms Bloom          | サクラサク Sakura Saku      | 2 octobre 2008        |
| 2     | What's Your Name ?             | キミノナハ Kimi no Na wa    | 9 octobre 2008        |
| 3     | That Decision                  | ソノカクゴ Sono Kakugo      | 16 octobre 2008       |
| 4     | Looking Back                   | フリカエル Furikaeru        | 23 octobre 2008       |
| 5     | Waiting for You                | キミヲマツ Kimi o Matsu     | 30 octobre 2008       |
| 6     | Spinning Song                  | ツムグウタ Tsumugu Uta      | 6 novembre 2008       |
| 7     | Dogwood                        | ハナミズキ Hanamizuki       | 13 novembre 2008      |
| 8     | That Time                      | ソノトキヲ Sono Toki o      | 20 novembre 2008      |
| 9     | At the End of the Journey      | ユクサキニ Yukusaki ni      | 27 novembre 2008      |
| 10    | Thorny Path                    | イバラミチ Ibara Michi      | 4 décembre 2008       |
| 11    | In Front of You                | キミノマエ Kimi no Mae      | 11 décembre 2008      |
| 12    | Cherry Blossoms Scatter        | サクラマウ Sakura Mau       | 18 décembre 2008      |
| OAV 1 | Sea of Stars Part 1            | ホシノウミ Hoshi no Umi     | 8 octobre 2010        |
| OAV 2 | Sea of Stars Part 2            | ホシノウミ Hoshi no Umi     | 8 avril 2011          |
| OAV 3 | Sea of Stars Part 3            | ホシノウミ Hoshi no Umi     | 9 septembre 2011      |

#### Yozakura Quartet ~Hana no Uta~
| No    | Titre de l’épisode en français | Titre original de l’épisode    | Date de 1re diffusion |
| ----- | ------------------------------ | ------------------------------ | --------------------- |
| OAV 4 | Tears of the Moon 1            | ツキニナク 1 Tsuki ni Naku 1   | 9 septembre 2013      |
| 1     | Cherry Blossoms Bloom          | サクラサク Sakura Saku         | 6 octobre 2013        |
| 2     | The Wind of Spring             | ハルノカゼ Haru no Kaze        | 13 octobre 2013       |
| 3     | Moving Forward                 | ススミダス Susumidasu          | 20 octobre 2013       |
| 4     | That Time                      | ソノトキヲ Sono Toki wo        | 27 octobre 2013       |
| 5     | Thorny Path (1)                | イバラミチ 1 Ibara Michi 1     | 3 novembre 2013       |
| 6     | Thorny Path (2)                | イバラミチ 2 Ibara Michi 2     | 10 novembre 2013      |
| 7     | Thorny Path (3)                | イバラミチ 3 Ibara Michi 3     | 17 novembre 2013      |
| 8     | Thorny Path, Conclusion        | イバラミチ。 Ibara Michi.      | 24 novembre 2013      |
| 9     | One of Six, Before             | ロクノイチ 前 Roku no Ichi Zen | 1er décembre 2013     |
| 10    | One of Six, After              | ロクノイチ 後 Roku no Ichi Kou | 8 décembre 2013       |
| 11    | Song of Flowers (1)            | Hana no Uta 1                  | 15 décembre 2013      |
| 12    | Song of Flowers (2)            | Hana no Uta 2                  | 22 décembre 2013      |
| 13    | Song of Flowers (3)            | Hana no Uta 3                  | 29 décembre 2013      |
| OAV 5 | Tears of the Moon 2            | ツキニナク 2 Tsuki ni Naku 2   | 7 février 2014        |
| OAV 6 | Tears of the Moon 3            | ツキニナク 3 Tsuki ni Naku 3   | 7 novembre 2014       |

### Édition japonaise
1. 1 2  Tome 1
2. 1 2  Tome 2
3. 1 2  Tome 3
4. 1 2  Tome 4
5. 1 2  Tome 5
6. 1 2  Tome 6
7. 1 2  Tome 7
8. 1 2  Tome 8
9. 1 2  Tome 9
10. 1 2  Tome 10
11. 1 2  Tome 11
12. 1 2  Tome 12
13. 1 2  Tome 13
14. 1 2  Tome 14
15. 1 2  Tome 15
16. 1 2  Tome 16
17. 1 2  Tome 17
18. 1 2  Tome 18
19. 1 2  Tome 19
20. 1 2  Tome 20
21. 1 2  Tome 21
22. 1 2  Tome 22
23. 1 2  Tome 23
24. 1 2  Tome 24
25. 1 2  Tome 25
26. 1 2  Tome 26
27. 1 2  Tome 27

Édition limitée
1. ↑  Tome 14 – Édition limitée
2. ↑  Tome 15 – Édition limitée
3. ↑  Tome 16 – Édition limitée
4. ↑  Tome 17 – Édition limitée
5. ↑  Tome 18 – Édition limitée
6. ↑  Tome 19 – Édition limitée
7. ↑  Tome 20 – Édition limitée
8. ↑  Tome 21 – Édition limitée
9. ↑  Tome 22 – Édition limitée
10. ↑  Tome 23 – Édition limitée
11. ↑  Tome 24 – Édition limitée
12. ↑  Tome 25 – Édition limitée
13. ↑  Tome 26 – Édition limitée
14. ↑  Tome 27 – Édition limitée

Édition limitée électronique
1. ↑  Tome 13 – Édition limitée électronique
2. ↑  Tome 18 – Édition limitée électronique
3. ↑  Tome 24 – Édition limitée électronique
4. ↑  Tome 26 – Édition limitée électronique

### Édition française
1. 1 2  Tome 1
2. 1 2  Tome 2
3. 1 2  Tome 3
4. 1 2  Tome 4
5. 1 2  Tome 5
6. 1 2  Tome 6
7. 1 2  Tome 7
8. 1 2  Tome 8
9. 1 2  Tome 9
10. 1 2  Tome 10
11. 1 2  Tome 11
12. 1 2  Tome 12
13. 1 2  Tome 13
14. 1 2  Tome 14
15. 1 2  Tome 15
16. 1 2  Tome 16
17. 1 2  Tome 17
18. 1 2  Tome 18
19. 1 2  Tome 19